# جان کریستوفر

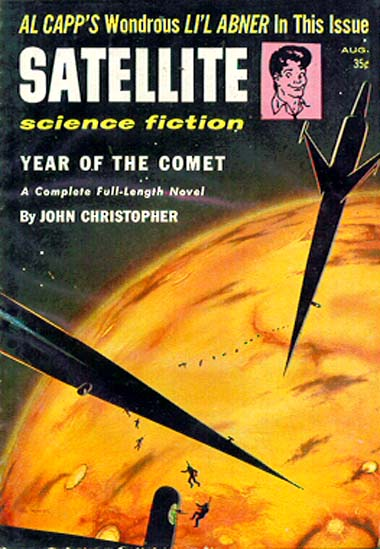
جلد، علمی تخیلی ماهواره ای، اوت 1957

سام یود، با نام نویسندگی «جان کریستوفر»، نویسندهٔ انگلیسی داستان‌های علمی-تخیلی است.
وی سال‌ها با نام اصلی خودش (یود) در زمینه داستان بزرگ‌سالان فعالیت می‌کرد، اما موفقیتی به دست نیاورد. وی شهرت خود را مرهون داستان‌های علمی-تخیلی است که برای نوجوانان نوشته‌است. هر چند جان کریستوفر تنها یکی از چند نام نویسندگی او است. به گفته خود او، این داستان‌ها ماجرای واکنش انسان‌ها در شرایط سخت زندگی و بررسی این واکنش‌ها هستند.

## مهم‌ترین آثار
مهم‌ترین و مشهورترین اثر کریستوفر سه‌گانه سه‌پایه‌ها است که در سال‌های ۱۹۶۷ و ۱۹۶۸ نوشته شد. کوه‌های سفید (۱۹۶۷)، شهر طلا و سرب (۱۹۶۷) و برکه آتش (۱۹۶۸). موفقیت این سه‌گانه به قدری بود که ۲۰ سال بعد کتاب دیگری با نام وقتی که سه پایه‌ها آمدند نوشت و آن را به چهارگانه بدل ساخت.
کریستوفر در سال ۱۹۷۰ رمان نگهبانان را نوشت که به خاطر آن جایزه گاردین را به دست آورد.